# Sauber C30
El Sauber C30 es un coche de Fórmula 1 diseñado por el equipo Sauber para competir en la temporada 2011. Es pilotado por Kamui Kobayashi y Sergio Pérez.

## Presentación
El Sauber C30 fue presentado el 31 de enero de 2011 en el Circuito de Cheste. La presentación consistió en un mero acto ante la prensa donde destaparon el monoplaza. Fue puesto en pista por primera vez el 1 de febrero de 2011 por Kamui Kobayashi, terminando 4º en la primera sesión de pruebas.

## Temporada 2011
La primera carrera, en Australia, vio a los dos pilotos de Sauber C30 acabar en la zona de puntos tras una clasificatoria aceptable, pero posteriormente fueron descalificados por irregularidades técnicas. A partir de ahí, Kobayashi se convirtió en la mejor baza del equipo suizo, puntuando en las siguientes seis carreras de forma consecutiva. Sergio Pérez tuvo más problemas, como un importante accidente en el Mónaco, que le impidió competir en 2 carreras, pero durante la segunda parte de la temporada mejora y consigue mejores resultados que su compañero. Sin embargo, a finales de 2011 el C30 pierde prestaciones y los resultados no son tan buenos.

## Resultados
(Clave) (negrita indica pole position) (cursiva indica vuelta rápida)
| Año  | Motor              | Neu. | N.º | Pilotos          | 1   | 2   | 3   | 4   | 5   | 6   | 7   | 8   | 9   | 10  | 11  | 12  | 13  | 14  | 15  | 16  | 17  | 18  | 19  | Puntos | Pos. |
| ---- | ------------------ | ---- | --- | ---------------- | --- | --- | --- | --- | --- | --- | --- | --- | --- | --- | --- | --- | --- | --- | --- | --- | --- | --- | --- | ------ | ---- |
| 2011 | Ferrari 056 2.4 V8 | P    |     |                  | AUS | MYS | CHN | TUR | ESP | MON | CAN | EUR | GBR | GER | HUN | BEL | ITA | SIN | JPN | RCO | IND | ABU | BRA | 44     | 7º   |
| 2011 | Ferrari 056 2.4 V8 | P    | 16  | Kamui Kobayashi  | DSQ | 7   | 10  | 10  | 10  | 5   | 7   | 16  | Ret | 9   | 11  | 12  | Ret | 14  | 13  | 15  | Ret | 10  | 9   | 44     | 7º   |
| 2011 | Ferrari 056 2.4 V8 | P    | 17  | Sergio Pérez     | DSQ | Ret | 17  | 14  | 9   | DNS | PO  | 11  | 7   | 11  | 15  | Ret | Ret | 10  | 8   | 16  | 10  | 11  | 13  | 44     | 7º   |
| 2011 | Ferrari 056 2.4 V8 | P    | 17  | Pedro de la Rosa |     |     |     |     |     |     | 12  |     |     |     |     |     |     |     |     |     |     |     |     | 44     | 7º   |